# Bell Rock fyr
Bell Rock är en fyrstation belägen på Inchcape, skotska östkusten. Fyren började byggas 1807 av ingenjören Robert Stevenson, farfar till Robert Louis Stevenson, och den 1 februari 1811 tändes fyrlågan för första gången.
Den första ljuskällan bestod av 24 skålformade reflektorer med en oljelampa i varje reflektor, så kallad stevensonmodell. Senare ersattes dessa av en fresnellins med rovoljelampa. I mitten av 1960-talet drogs elektriskt ljus in. Så sent som 1988 byttes det elektriska ljuset ut mot en dahlénbrännare. Samma år avbemannades Bell Rock som hittills hade haft tre fyrvaktare samtidigt placerade på stationen. 1999 byggdes fyren om igen. Solcellsladdade batterier driver idag belysning och fyrapparat och dessutom finns dieselgeneratorer ifall kraften i batterierna inte skulle räcka till.
Fyrtornet är 35,3 meter högt från grunden som befinner sig cirka 1,2 meter över havsytan vid ebb och cirka 3,6 meter under vid springflod.
Fyren är världens första fyr som placerades ute i havet och utgjorde på sin tid ett av dåtidens största tekniska mästerverk.